# Angīl
Angīl (persiska: آنگيل, انگيل, Āngīl) är en ort i Iran.   Den ligger i provinsen Mazandaran, i den norra delen av landet, 80 km norr om huvudstaden Teheran. Angīl ligger 1 554 meter över havet och antalet invånare är 140.
Terrängen runt Angīl är bergig söderut, men norrut är den kuperad. Angīl ligger nere i en dal. Runt Angīl är det ganska glesbefolkat, med 39 invånare per kvadratkilometer. Närmaste större samhälle är Varāzān, 9,0 km sydost om Angīl. Trakten runt Angīl består i huvudsak av gräsmarker.